# Evripídis Bakirtzís
Evripídis Bakirtzís (em grego: Ευριπίδης Μπακιρτζής; 16 de janeiro de 1895 — 9 de março de 1947) foi um político da Grécia. Ocupou o cargo de primeiro-ministro da Grécia entre 10 de Março de 1944 a 18 de Abril de 1944.

## Oficial e revolucionário
Como um jovem soldado, Bakirtzis participou das Guerras Balcânicas de 1912 a 1913, da Primeira Guerra Mundial e da Guerra Greco-Turca.
Com o título de major, participou da revolução liderada pelo Coronel Nikolaos Plastiras em setembro de 1922, que levou à abdicação do Rei Constantino I e à posse do Rei George II. No período seguinte, ele foi membro de várias organizações militares ilegais com ambições políticas. Em 1926, foi condenado à morte com o posto de tenente-coronel como líder de um movimento militar e exonerado do serviço militar.
Em 1928, ele foi aceito de volta no exército. Como coronel, ele participou de um golpe fracassado em 1935 e foi posteriormente condenado à morte pela segunda vez. Essa sentença de morte também foi anulada e ele próprio foi desonrosamente dispensado do exército e banido para a ilha de Agios Efstratios.
Em 1937, ele foi libertado da custódia pelo ditador Ioannis Metaxas com a condição de deixar a Grécia imediatamente.

## Lutador da resistência e "primeiro-ministro"
Em janeiro de 1941, ele retornou à Grécia, após o que a ocupação iminente pelas tropas da Wehrmacht alemã tornou-se evidente. Logo ele foi co-fundador de movimentos de resistência contra as forças de ocupação alemãs e o principal organizador da resistência na Macedônia.
Em 10 de março de 1944, após a fundação do Comitê Político de Libertação Nacional (Πολιτική Επιτροπή Εθνικής Απελευθωνωσης), ele se tornou seu presidente interino. O PKNB era um contra-governo comunista ao governo de colaboração de Ioannis Rallis em Atenas e ao governo de Emmanouil Tsouderos, reconhecido pelos Aliados no exílio no Cairo. Coloquialmente, o governo era conhecido como governo da montanha (Κυβهνηση του βουνού) por causa de seus esconderijos. Em 18 de abril de 1944, renunciou ao cargo de presidente do PKNB em favor de Alexandros Svolos. Ele próprio permaneceu como vice-presidente e secretário-geral até que o governo da montanha fosse dissolvido em 2 de setembro de 1944.
Após a libertação da Grécia, ele foi preso como um esquerdista e novamente exilado na ilha de Agios Efstratios. Em fevereiro de 1947, ele foi libertado do exílio e foi encarregado da investigação da Segunda Guerra Mundial como membro de uma comissão da ONU.
Poucos meses depois, Bakirtzis, conhecido como "Coronel Vermelho", foi encontrado morto em seu apartamento com uma bala na cabeça. As circunstâncias da morte permaneceram inexplicadas, mas foram oficialmente retratadas como suicídio.